# Patrouille des glaciers
La Patrouille des glaciers (PDG) est une course internationale de ski-alpinisme organisée tous les deux ans par l'armée suisse, ouverte à des équipes de trois militaires ou civils : les patrouilles. Elle a lieu sur les crêtes alpines au sud du canton du Valais, à la fin du mois d'avril. Il existe deux parcours :
- le parcours Zermatt - Arolla - Verbier est de 53 kilomètres (courses Z1 et Z2), soit l'équivalent de 110 km/effort (dit « grande patrouille »).
- le parcours Arolla - Verbier est de 27 kilomètres (courses A1 et A2), soit l'équivalent de 53 km/effort (dit « petite patrouille »).

Chaque patrouille est composée de 3 membres qui, pour avoir le droit de participer à la course, doivent pratiquer régulièrement des randonnées et des courses en montagne, être très bons skieurs, savoir skier « encordés » et être capables dans des conditions normales d'effectuer les tronçons de Zermatt à Arolla en 8 h 30 et d'Arolla à Verbier en 8 h 30.
La Patrouille des Glaciers fait partie de la Grande Course avec la Pierra Menta, le Tour du Rutor, l'Altitoy, l'Adamello Ski Raid et le Trophée Mezzalama.

## Histoire

### Première édition
La patrouille a des origines militaires. Durant la Seconde Guerre mondiale, à l'initiative des capitaines Rodolphe Tissières et Roger Bonvin un exercice de liaison transversale est organisé dans le cadre de la brigade de montagne 10. L'épreuve était alors destiné à développer l'endurance, le courage et la ténacité de ces troupes de montagnes,. Le départ de l'exercice, sous la direction du capitaine Tissières, a lieu dans la nuit du 23 avril 1943 au 24 avril 1943,. Cette année-là, 19 patrouilles, chacune de trois membres, parcourent 63 kilomètres et 7 600 mètres de dénivellation depuis la cabane Schönbiel, au dessus de Zermatt, pour rejoindre Verbier. La patrouille de Bagnes (appointés Ernest Stettler, René Fellay et Adrien Morend) remporte l'épreuve en 12 heures et 7 minutes, suivie par la patrouille d'Hérens, la seule équipée d'une boussole (sergent Basile Bournissen et appointés Julien et Victor Mayoraz), en 12 heures et 19 minutes,,. 
Outre les performances physiques et mentales, les deux autres objectifs étaient de combiner la patrouille des glaciers avec un exercice d'occupation de certains passages essentiels par les équipes de contrôles dans un temps relativement court, et de mettre à l'épreuve les liaisons par fil, par ondes et par coureurs, relier entre eux les portes de contrôle, de départ et d'arrivée et exercer les transmissions en haute montagne. Les 19 équipes, composées de trois hommes, étaient soumises à un règlement très strict qui interdisait toute aide extérieure. Le paquetage, avec corde, piolet, pelle à neige, mousqueton et provisions pesait au moins 13 kilos. Aucun ravitaillement en cours de route n'était permis. Un tir sur tuiles était organisé non loin de l'arrivée. Pour abattre ses six tuiles placées à 100 mètres, chaque patrouille disposait de 18 cartouches, et chaque tuile non touchée pénalisait le temps de cette patrouille de vingt minutes. Toutes les tuiles furent touchées et le meilleur temps de tir, l'équipe du sergent Bournissen, ne dépassait pas 23 secondes pour les six tuiles. Le temps défavorable n'a pas permis aux onze premières patrouilles de passer la Tête Blanche. Ces patrouilles, entourées d'un épais brouillard, ont fait cause commune, et après trois tentatives infructueuses, se sont finalement installées en bivouac au sommet de la Tête de Valpelline. C'est là qu'elles ont été retrouvées et remises sur la bonne route, mais il était trop tard pour qu'elle puissent terminer dans les délais prévus. Elles ont été arrêtées à Arolla. La patrouille du plt. Fournier s'est égarée, a construit un igloo, puis a repris la route à 9h00 du matin, et malgré l'impossibilité d'arriver dans le délai toléré, elle a terminé la course en 28 heures 55,.
Neville Duport a immortalisé les 54 participants en prenant une photo quelques jours avant le départ, à Arolla, la base d'entraînement. 
Déjà en 1943, l'internationalisation de l'épreuve dans des temps meilleurs et son organisation dans le cadre de l'armée suisse est évoquée.
| Noms                                                                           | Équipes      | Temps        |
| ------------------------------------------------------------------------------ | ------------ | ------------ |
| App. Stettler, René Fellay et Morend                                           | Bagnes       | 12 heures 07 |
| Sgt Bournissen, App. Julien et Victor Mayoraz                                  | Hérens       | 12 heures 19 |
| App. Maxime Felley                                                             |              | 14 heures 16 |
| Cpl. Caloz                                                                     |              | 15 heures 33 |
| Sgt Riand                                                                      |              | 15 heures 42 |
| Adj. chef section Dondénaz, app. Wagner et Gailland                            | Landwehriens | 15 heures 54 |
| App. Mauraz                                                                    |              | 18 heures    |
| Cpl G. Crettex (Hors concours parce que parti à deux patrouilleurs seulement.) | Champex      | 11 heures 40 |

#### Parcours de la première édition
Le départ s'est effectué à la cabane Schinbül (2 690 m) pour se rendre à la  Tête Blanche (3 725 m), et descente par le haut du glacier du Mont-Miné en longeant l'arête des dents de Bertol pour arriver au col de Bertol à 3 300 m, dominé par la cabane de Bertol. Ce parcours s'effectuait avec les trois membres de la patrouille encordés. De Arolla, c'était la remontée au Pas de Chèvres à 2 860 m et la descente de la paroi rocheuse où se trouve les échelles s'effectuait en rappel de corde. La descente continuait, ski aux pieds par le glacier et la gorge de Cheillon pour arriver à l'extrémité de l'ancien lac de la Dixence à 2 150 m. Le lac deviendra le barrage de la Grande-Dixence dont les travaux débuteront dix ans plus tard. L'itinéraire empruntait ensuite le flanc gauche du lac pour atteindre les chalets de la Barmaz (2 467 m) et remonter la pente pour franchir les cols de Severeu (3 200 m), de Cleuson (2 916 m), de Louvie (2 938 m) en longeant la face sud de la Rosablanche et franchir le col de la Chaux (2 940 m) pour descendre sur la cabane Mont-Fort (2 460 m) et Verbier à 1 400 mètres.

### Deuxième édition
En 1944, 44 équipes participent à une étape allongée élaborée à nouveau par le capitaine Roger Bonvin.

### Troisième édition
Durant quelques années, la course n'est plus organisée en raison de l'opposition qu'elle aurait pu rencontrer auprès de la population, saturée de tout effort militaire supplémentaire après les années de mobilisation. C'est le 10 avril 1949 que la course reprend. Trois soldats d'Orsières (Maurice Crettex, Robert Droz et Louis Thétaz) chutent encordés dans une crevasse profonde d'une trentaine de mètres du glacier du Mont-Miné sur la descente de la Tête Blanche vers la cabane de Bertol (ou du glacier du Stockji dans la montée de Tête Blanche). Il aura fallu dix jours aux colonnes de secours pour retrouver les dépouilles. Le caporal René Droz ayant remarqué une écharde de ski fichée dans une paroi. Leur décès provoque une vive polémique et l'organisation de la course est alors interdite par le Département militaire fédéral. Un monument est érigé en 1950 dans le cimetière d'Orsières à la mémoire des patrouilleurs, du sculpteur Jean Casanova de Monthey, grâce à l'initiative du ski club Champex-Ferret,.

### Éditions suivantes
En 1983, grâce à l'insistance durant 7 ans du lieutenant-colonel René Martin et du capitaine Camille Bournissen de la division de montagne 10, fils du guide et sergent Basile Bournissen, le commandant de corps Roger Mabillard, chef de l'instruction de l'armée, autorise l'organisation d'une nouvelle Patrouille des glaciers. Le 5 mai 1984, la compétition est ainsi relancée sous la responsabilité du divisionnaire Adrien Tschumy, commandant de la Division de montagne 10,. Elle est toujours organisée par l'armée qui assure le bon déroulement de la compétition, sans publicité ni parrains. Cette année-là, 190 patrouilles s’élancèrent dans la course. Le rythme d'une organisation bisannuelle a été défini. La course est également plus ouverte avec la possibilité pour les civils (hommes et femmes) d'y participer.
En 1986, les conditions météorologiques déplorables forcent les organisateurs à interrompre la course. En 2002, la même mésaventure se produit. En 2004, une équipe étrangère s'est imposée pour la première fois. La même année, la course a compté 2 934 inscrits (environ 60 % de patrouilles civiles, les 40 % restant étant des patrouilles militaires), dont 984 inscrits pour la grande course, 636 et 1 314 pour les courses sur le petit parcours.
En 2006, les organisateurs sont forcés de refuser un millier d'inscriptions. Pour la première fois, une seconde course est organisée depuis Zermatt. Les médias soulèvent toutefois le problème du dopage : les patrouilleurs ne sont soumis à aucun contrôle ce qui alimente les rumeurs sur les performances des participants. Le commandant de la course, le brigadier Marius Robyr, refuse d'imposer des contrôles et met en avant l'esprit de la course, l'honnêteté des participants qui s'alignent dans d'autres compétitions où des contrôles sont effectués et l'absence de gains financiers pour les vainqueurs. Un cas de dopage a été annoncé à l'issue de l'édition 2008. Dix concurrents avaient été contrôlés.

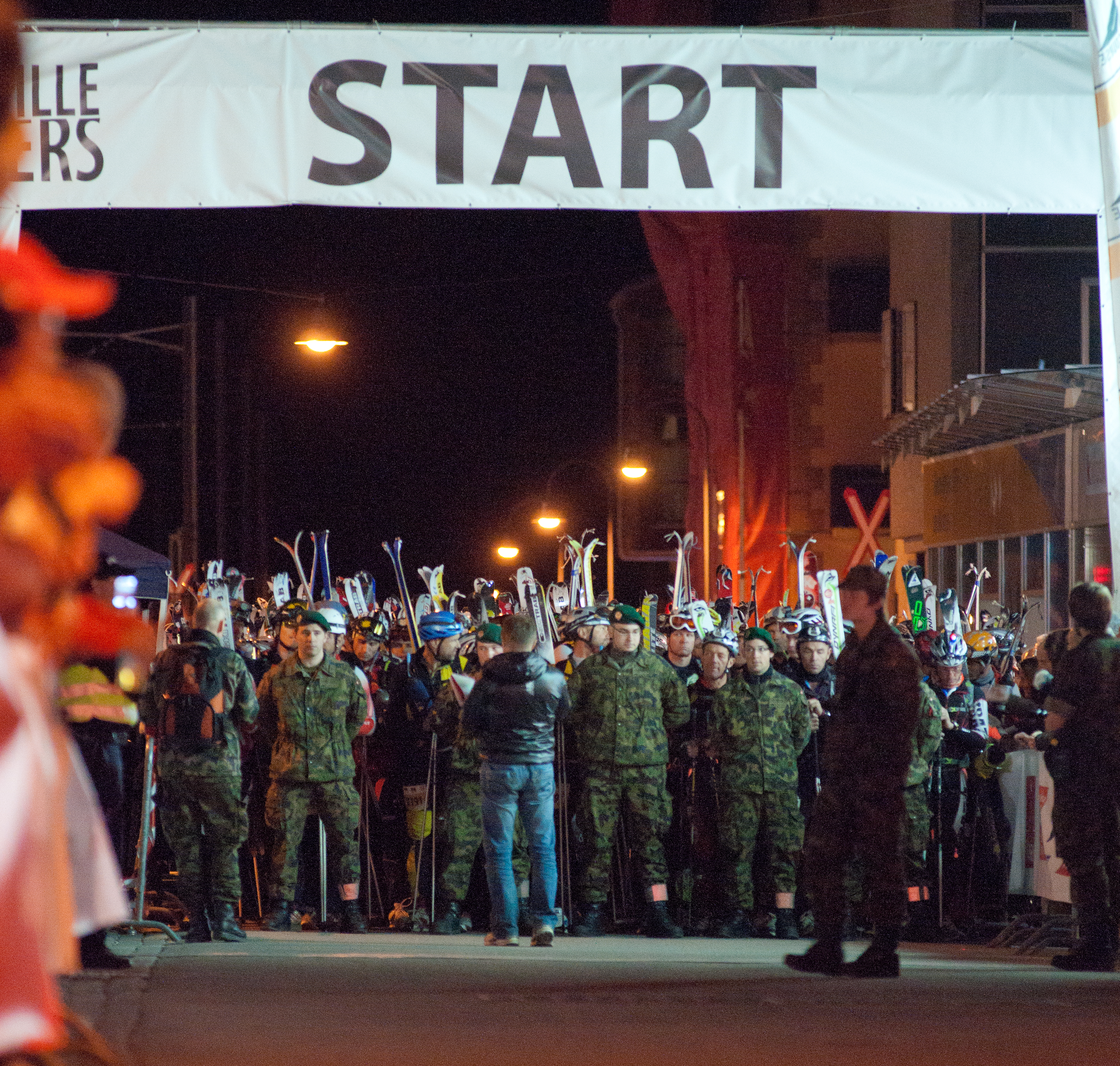
Départ de la course Zermatt-Verbier (vendredi 27 avril 2012)

En 2012, les organisateurs sont contraints d'annuler la course Zermatt-Verbier du jeudi pour cause de vent. Quant aux courses du samedi, elles furent stoppées et certains départs n'eurent pas même lieu pour cause de coulées de neige le long du Lac des Dix. Ainsi durant cette édition seule la course Arolla-Verbier du jeudi pu se dérouler dans son intégralité.
La course sera reconduite en 2014, 2016 et 2018.

## Chiffres
Au total, environ 1 500 membres de l’armée suisse sont engagés avant, pendant ou après la course (principalement dans le cadre de cours de répétition). Durant la semaine de course, le nombre d'engagés atteint 800. Le budget de l'évènement est de l’ordre de grandeur de 5,8 millions de francs suisses (comprenant les sponsors, les coûts d’inscriptions et la comptabilité de troupe).

## Records

### Hommes
Le meilleur temps est de 5 heures 35 minutes et est détenu par une patrouille italienne, composée de Robert Antonioli, Matteo Eydallin et Michele Boscacci, lors de l’édition 2018.

### Femmes
Le meilleur temps est de 7 heures 15 minutes lors de la course de 2018 et l’œuvre de la patrouille composée de la Suissesse Jennifer Fiechter et des Françaises Axelle Mollaret et Laetitia Roux.
Le record précédant était détenu par Laetitia Roux, Maude Mathys et Séverine Pont-Combe depuis 2014. L’équipe avait effectué le parcours en 7 heures 27 minutes.

## Postes
Plusieurs points de ravitaillement et de contrôle sont répartis entre Zermatt et Verbier : 
| Nom                     | Distance depuis Zermatt | Altitude |
| Zermatt                 | 0 km                    | 1 616 m  |
| Sud de Schönbiel        | 8 km                    | 2 600 m  |
| Nord de la Tête Blanche | 16 km                   | 3 650 m  |
| Col de Bertol           | 20 km                   | 3 279 m  |
| Plans de Bertol         | 23 km                   | 2 664 m  |
| Arolla                  | 28 km                   | 1 980 m  |
| Col de Riedmatten       | 33 km                   | 2 919 m  |
| Pas du Chat             | 35 km                   | 2 581 m  |
| La Barma                | 38 km                   | 2 581 m  |
| Rosablanche             | 43 km                   | 3 160 m  |
| Col de la Chaux         | 47 km                   | 2 940 m  |
| Les Ruinettes           | 49 km                   | 2 195 m  |
| Verbier                 | 53 km                   | 1 520 m  |

|  | En vert : Zermatt (départ) En rouge : Verbier (arrivée) 1. Schönbiel 2. Tête blanche 3. Col de Bertol 4. Arolla 5. Col de Riedmatten 6. Pas du chat 7. La Barma 8. Rosablanche 9. Col de la Chaux 10. Les Ruinettes |

Le dénivelé total est de 3 994 mètres en montée et 4 090 en descente.

## Règlement

### Catégories
Les participants sont divisés en deux groupes : civils et militaires. Les catégories sont les suivantes (règlement de 2006) : 
- patrouilles féminines civiles
- patrouilles masculines ou mixtes civiles
  - seniors I (total des âges des trois patrouilleurs inférieur à 102 ans)
  - seniors II (total des âges des trois patrouilleurs compris entre 103 et 132 ans)
  - seniors III (les patrouilles restantes)

- patrouilles féminines militaires
- patrouilles militaires internationales (seulement pour la course A)
- patrouilles militaires suisses
  - militaires I (total des âges des trois patrouilleurs inférieur à 102 ans)
  - militaires II (total des âges des trois patrouilleurs compris entre 103 et 132 ans)
  - militaires III (les patrouilles restantes)

- patrouilles féminines civiles internationales (seulement sur parcours A2)
- patrouilles masculines civiles internationales (seulement sur parcours A2)

### Matériel
Chaque patrouille doit être équipée avec le matériel suivant (règlement de 2014) : 

#### Matériel individuel
- une paire de skis avec des carres métalliques,
- des peaux de phoque,
- une paire de bâtons de type alpin ou de fond,
- un sac à dos avec deux points d'attache des skis (portage),
- un appareil détecteur de victimes d'avalanche (DVA),
- un casque,
- une pelle à neige,
- une sonde à neige d'au minimum 240 cm,
- une couverture de survie d’une surface minimale de 1,80 m2,
- une paire de lunettes de soleil filtrantes ou une visière adaptée au casque,
- un masque de ski (pour les patrouilleurs de Zermatt),
- un baudrier,
- une lampe frontale.

#### Matériel par patrouille
- un piolet de minimum 50 cm,
- une corde de 8.7 mm de diamètre minimum et d'au moins 30 m,
- une boussole, un altimètre,
- une paire de peaux de phoque de réserve,
- une paire de lunettes de réserve,
- une trousse de secours.

## Controverses
Certains estiment que la course constitue actuellement une banalisation de la haute montagne. C'est le cas du guide Werner Munter qui relève que beaucoup de participants ne sont pas des alpinistes et ne parcourent la distance que grâce à la préparation de la piste par l'armée. Il appelle à un redimensionnement de la course. De plus, une partie importante du tracé traverse le district franc fédéral de la Dixence et touche celui de Mauvoisin. L'ampleur actuelle de la course, ainsi que les préparations et entrainements préalables des concurrents pourraient donc avoir un impact négatif sur la faune, bien que la majorité des espèces vivent en contrebas en hiver et que les organisateurs fassent le maximum pour s'en tenir au tracé. De leur côté, les organisateurs de la course mettent en avant la cohésion du pays autour de cet évènement, la solidarité se déployant entre les membres d'une même patrouille, ainsi qu'avec les spectateurs et les organisateurs, et la collaboration fructueuse des instances civiles et militaires autour de l'évènement.